# Блокнот

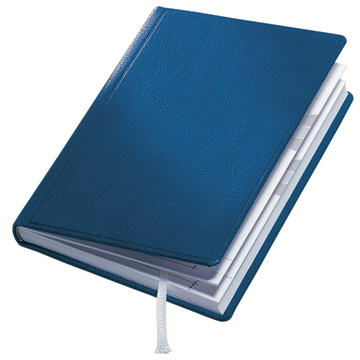
Блокнот

Блокно́т (від англ. Block-notes — дослівно блок записів) — невеличка книжка, іноді з відривними листками, призначена для нотування різних подій, адрес, номерів телефонів, усього, що забажає людина. Також буває електронний тип блокнота — це найпростіший текстовий редактор, який можна використовувати як зручний засіб перегляду текстових файлів. Для створення текстових документів його застосовують рідко (тільки для невеликих записок), але цю програму зручно використовувати для відпрацювання навичок роботи з клавіатурою.

## Етимологія
Блокнот у перекладі з грецької означає «блок» та «нот», де блок — це форма, оскільки в більшості блокнот є у формі блока, а нот — нотувати занотовувати

## Інші назви і значення
- «Алфавітка» — блокнот, у якому з протилежного від палітурки торця зроблені надрізи і нанесені літери абетки; дозволяє впорядковувати записи, скажімо, про адреси, клієнтів, телефони, електронну пошту, тощо — за абеткою для полегшення подальшого пошуку
- Записник, нотатник, органайзер
- Щоденник — блокнот, у якому кожна сторінка відповідає певній даті